# Phelline comosa
Phelline comosa är en tvåhjärtbladig växtart som beskrevs av Jacques-Julien Houtou de La Billardière. Phelline comosa ingår i släktet Phelline och familjen Phellinaceae. Inga underarter finns listade i Catalogue of Life.